# Nicolas de Moers-Sarrewerden
Nicolas de Moers-Sarrewerden, né dans la première moitié du XVe siècle et mort vers 1492, est un comte de Sarrewerden.

## Biographie
Nicolas de Moers-Sarrewerden, naît dans la première moitié du XVe siècle. Il est le fils de Jacques Ier de Moers-Sarrewerden, alors comte de Sarrewerden depuis 1431 et de sa première épouse Anastasia de Linange, qui meurt en 1452. Nicolas lui-même n’est mentionné pour la première qu’en 1456. Un an plus tard, son père, ayant des difficultés à gérer simultanément ses fiefs de Sarre et de Bade, lui transmet la majeure partie de ses possessions situées sur la rive gauche du Rhin. En parallèle, son père s’accorde en septembre 1457 avec Jean de Fénétrange pour fiancer Nicolas à sa fille Barbara de Fénétrange-Schwanenhals, les deux enfants devant se marier dans les huit ans. Il s’agit d’un mariage intéressant pour les Sarrewerden, l’héritage de Barbara étant conséquent. Le mariage a lieu en septembre 1463 à Bouquenom et se caractérise par son faste alors que le comté est déjà dans une situation financière difficile : une fontaine de vin où tout le monde peut se servir coule pendant deux jours et la robe de la marié comporte tant de pierreries et de perles que le tissu n’est presque plus visible,.
La mort de son beau-père en 1467, puis de sa belle-mère en 1475, lui permettent d’augmenter son patrimoine de l’héritage de son épouse, mais ces héritages sont accompagnées de difficultés : à partir de 1470, Nicolas est ainsi en conflit avec les Fénétrange-Brackenkopf, qui contestent l’héritage, ainsi qu’avec le comte de Nassau-Sarrebrück, qui réclame certains fiefs des Fénétrange qui lui avaient été engagés quelques décennies auparavant. En outre, Nicolas reste en butte à de graves difficultés financières, la majeure partie des biens reçus étant des fractions de revenus partagés entre plusieurs seigneurs et ne rapportant guère d’argent,.
À partir de 1475, Nicolas est confronté à un autre problème majeur : soutien du duc René de Lorraine, il devient la cible de son ennemi Charles le Téméraire. Après avoir cherché le soutien de l’électeur palatin, il se résout à prêter allégeance au duc de Bourgogne, mais retourne aux côtés du duc de Lorraine dès que le pouvoir bourguignon faibli.
À partir de 1478 il s’engage dans une longue série de conflits familiaux. Le principal l’oppose à son père par rapport à sa succession : lors du mariage de sa fille Johanna au margrave de Kiburg en 1478, Nicolas s’engage à lui transmettre en héritage toutes ses terres, or le comté de Sarrewerden n’est depuis 1417 transmissible qu’en lignée masculine et Jacques exige par conséquent qu’il reviennent à ses fils issus de son second mariage.

## Possessions
Nicolas de Moers-Sarrewerden reçoit de son père en 1457 le comté de Sarrewerden, qui comprend notamment les localités de Sarrewerden, Bouquenom (Bockenheim) et Lorentzen, ainsi que la seigneurie de Falkenstein. Selon les auteurs, la seigneurie de Greifenstein figure ou non également dans ces possessions. Nicolas doit lui verser en retour une rente annuelle de trois cents florins et ses terres sont gérées par son père et son beau-père jusqu’à son mariage,.
À son mariage avec Barabara de Fénétrange en 1463, il reçoit en dot le gage sur Weiterswiller et place en échange Lorentzen dans le douaire de sa femme, en plus de six mille florins, échangeable contre une rente de trois cents florins, et une rente de cinquante florins, rachetable pour mille florins en guise de Morgengabe. Ce mariage lui permet de toucher l’héritage de son épouse après la mort de son beau-père en 1467, celle-ci renonçant à gérer ses biens en sa faveur. Il dispose ainsi d’un quart de la partie de la ville et du château de Fénétrange, Bust, Lohr, Munster et Schalbach, de la moitié de la seigneurie de Fénétrange-Schwanenhals, qui comprend Berthelming, Bettborn, Langatte, Mittersheim et Wolfskirchen ainsi que la totalité des seigneuries de Varsberg et Diemeringen. Il s’avère toutefois à postériori que cette dernière avait été remise en gage par les Fénétrange au comte de Nassau-Sarrebrück, et Nicolas ne peut la conserver qu’après avoir prêté hommage à celui-ci en 1472.

## Gestion financière
En 1463, la situation économique du comté est déjà médiocre. Elle ne fait qu’empirer pendant le règne de Nicolas, celui-ci étant plutôt dispendieux. Outre les dépenses somptuaires illustrées par le faste excessif de son mariage, il dilapide également beaucoup d’argent pour s’attirer les bonnes grâces des religieux. Il s’endette ainsi considérablement pour construire une église collégiale à Sarrewerden et y financer un chapitre de chanoines, chantier qu’il ne peut mener entièrement à terme tant le projet est au-dessus de ses moyens. Une autre illustration de son manque de considération pour ses finances est l’abandon de créance qu’il consent à l’évêque de Metz en 1481, alors qu’il est lui-même déjà lourdement endetté.
Cette propension à s’endetter n’est toutefois pas propre à Nicolas et ses problèmes financiers sont accrus par la mauvaise gestion de son entourage familial. Ses problèmes avec le comte de Nassau-Sarrebrück sont ainsi liés au non-remboursement par son beau-père Jean de Fénétrange d’une dette qui remontait au règne du père de ce dernier. Lorsqu’il doit gérer les seigneuries de Lahr et Mahlberg pour le compte de ses demi-frères, celles-ci sont aussi lourdement endettés et le contraignent à contracter des prêts.